# Friedrich Karl (Schwarzburg-Rudolstadt)

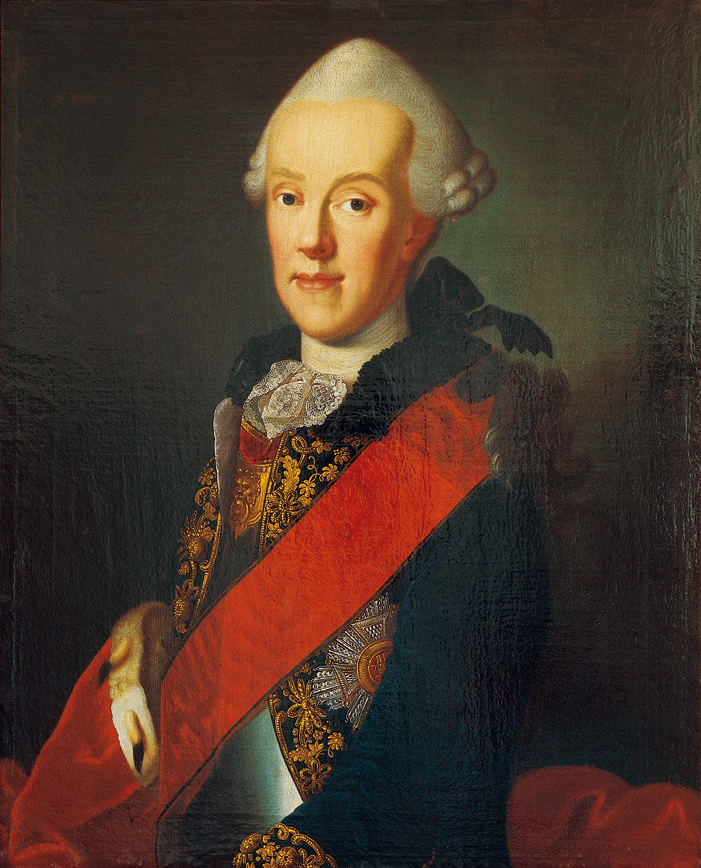
Friedrich Karl von Schwarzburg-Rudolstadt

Friedrich Karl von Schwarzburg-Rudolstadt (* 7. Juni 1736 in Rudolstadt; † 13. April 1793 ebenda) war von 1790 bis 1793 regierender Fürst von Schwarzburg-Rudolstadt und war Naturaliensammler. Der Fürst entstammte dem Haus Schwarzburg.

## Leben
Friedrich Karl war der Sohn des Fürsten Ludwig Günther II. von Schwarzburg-Rudolstadt und dessen Gemahlin Sophie Henriette, geborene Gräfin Reuß zu Untergreiz. Der Prinz wurde zur Bildung und zur Erlernung der französischen Sprache von 1755 bis 1756 nach Frankreich geschickt. In Lyon besichtigte er Manufakturen, in Marseille das Naturalienkabinett des Marquis de Fontanière. Anschließend wurden in Paris diverse Manufakturen, ein Naturalienkabinett und Bibliotheken aufgesucht. 
Er nahm 1764 an der Krönung von Kaiser Joseph II. in Frankfurt teil. Dort besuchte er auch das Grab von Günther XXI.: Der Vorfahre und Gegenkönig wurde 1349 dort beigesetzt. Am 29. August 1790 wurde Friedrich Karl Regent. Bereits vor dem Regierungsantritt zeigten sich gewisse seelische Probleme des Prinzen. Schon als Kind begann Friedrich Karl mit der Anlage seiner Naturaliensammlung, aus der später das Naturhistorische Museum von Rudolstadt hervorging. Das erste Naturalienkabinett besuchte der Prinz 1743 in Greiz. 1757 richtete er in der Ludwigsburg das „Fürstliche Naturalienkabinett“ ein, das später erweitert wurde und schon im 19. Jahrhundert sieben Räume des Schlosses einnahm. Einer der ersten Betreuer der Sammlung war Christoph Ludwig Kämmerer. 1919 siedelte die Sammlung ins Schloss Heidecksburg über.
Friedrich Karl korrespondierte unter anderem mit Johann Heinrich Merck und überließ ihm Rhinozerosknochen und andere Stücke aus seiner Sammlung zum Forschen. Auch zu Johann August Ephraim Goeze (1731–1793), dem Arzt Friedrich Heinrich Wilhelm Martini (1729–1778), dem Pfarrer Johann Samuel Schröter (1735–1808) und zu Johann Ernst Immanuel Walch (1725–1778) pflegte der Fürst freund- und wissenschaftliche Beziehungen. Ihre Schriften wurden großenteils in die Bibliothek seines Naturalienkabinetts übernommen und waren zum Teil sogar Friedrich Karl gewidmet. So trug etwa der 1777 erschienene dritte Band des Martinischen Conchylien-Cabinets den Vorsatztext „Seiner Hochfürstlichen Durchlaucht, dem Erbprinzen Friedrich Karl von Schwarzburg-Rudolstadt, in Unterthänigkeit gewidmet vom Verfaßer“ und das von Nathanael Gottfried Leske überarbeitete Werk Naturalis Dispositio; Echinodermatum von Jakob Theodor Klein, das 1778 in zweiter Auflage in Leipzig erschien, wurde ebenfalls Friedrich Karl gewidmet. 1777 erhielt Friedrich Karl die Ehrenmitgliedschaft der Universität Erfurt für sein wissenschaftliches Engagement. Er war zudem Mitglied der Gesellschaft der naturforschenden Freunde zu Berlin. 1792 ließ er das Komödienhaus am Anger errichten, das wenige Wochen nach dem Tod des Fürsten eingeweiht wurde. Aus diesem Theater, dessen Leiter zwischen 1793 und 1803 Johann Wolfgang von Goethe war, ging das Thüringische Landestheater Rudolstadt hervor.
Der Fürst erlitt 1792 einen Schlaganfall und verstarb am 13. April 1793. Unter den Landesherren hatte er mit zweieinhalb Jahren die kürzeste Regierungszeit.

## Ehen und Nachkommen

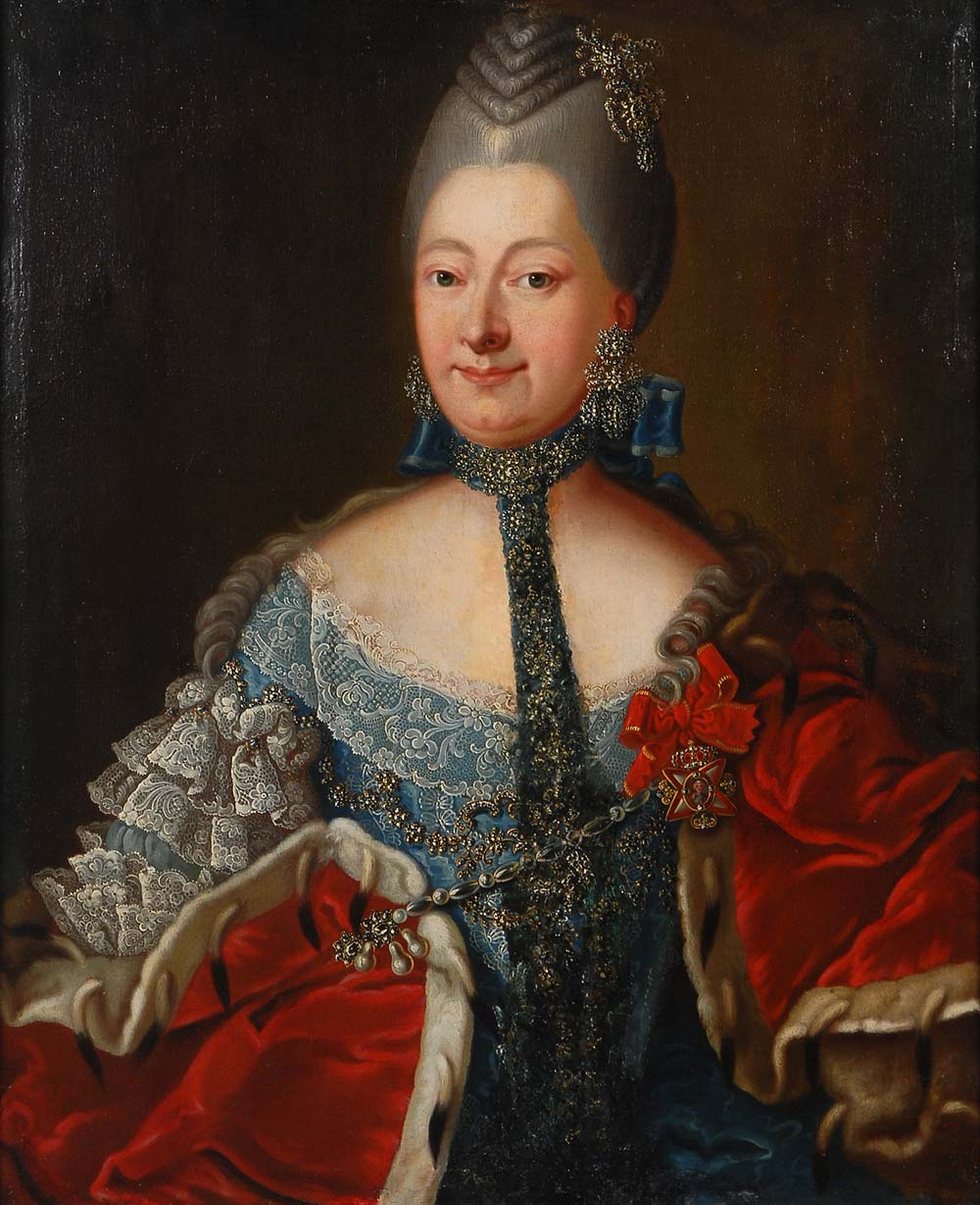
Friederike Sophie Auguste von Schwarzburg-Rudolstadt

Friedrich Karl heiratete am 21. Oktober 1763 seine erste Ehefrau Friederike Sophie Auguste (1745–1778), die Tochter von Fürst Johann Friedrich von Schwarzburg-Rudolstadt. Aus der Ehe gingen folgende sechs Kinder hervor:
- Friederike (1765–1767)
- Ludwig Friedrich II. (1767–1807), Fürst von Schwarzburg-Rudolstadt
- Henriette (1770–1783)
- Carl Günther (1771–1825) ⚭ Luise Ulrike, Tochter von Landgraf Friedrich V.
- Karoline (1774–1854)[7] ⚭ Fürst Günther Friedrich Carl I. von Schwarzburg-Sondershausen
- Luise (1775–1808) ⚭ Landgraf Ernst von Hessen-Philippsthal

In zweiter Ehe war der Fürst seit 28. November 1780 mit Prinzessin Auguste Louise Friederike (1752–1805), Tochter von Prinz Johann August von Sachsen-Gotha-Altenburg, verheiratet. Diese Ehe blieb kinderlos.